# ضرعان (جبلة)
ضرعان هي إحدى قرى عزلة الربادي بمديرية جبلة التابعة لمحافظة إب، بلغ تعداد سكانها 538 نسمة حسب تعداد اليمن لعام 2004.